# Episodi di Carpoolers
La prima e unica stagione della serie TV Carpoolers è stata trasmessa negli Stati Uniti d'America da ABC dal 2 ottobre 2007 al 4 marzo 2008.
In Italia, la stagione è stata trasmessa dal 28 settembre al 9 novembre 2008 su FX.
| nº | Titolo originale               | Titolo italiano                | Prima TV USA     | Prima TV Italia   |
| -- | ------------------------------ | ------------------------------ | ---------------- | ----------------- |
| 1  | Dougie's First Day             | Il primo giorno di Dougie      | 2 ottobre 2007   | 28 settembre 2008 |
| 2  | Laird of the Rings             | Un single con la fede          | 9 ottobre 2007   | 28 settembre 2008 |
| 3  | Who Would You Do?              | Chi ti faresti?                | 16 ottobre 2007  | 5 ottobre 2008    |
| 4  | Down for the Count             | Il maschio Alpha               | 23 ottobre 2007  | 19 ottobre 2008   |
| 5  | A Divorce to Remember          | Un divorzio da ricordare       | 6 novembre 2007  | 12 ottobre 2008   |
| 6  | The Code                       | Il codice                      | 13 novembre 2007 | 12 ottobre 2008   |
| 7  | The Seminar                    | Molestati e molestatori        | 8 gennaio 2008   | 2 novembre 2008   |
| 8  | First Fight                    | Il primo litigio               | 22 gennaio 2008  | 26 ottobre 2008   |
| 9  | The Handsomest Man             | L'uomo più bello dell'edificio | 29 gennaio 2008  | 26 ottobre 2008   |
| 10 | Wheels of Fortune              | Le ruote della fortuna         | 12 febbraio 2008 | 2 novembre 2008   |
| 11 | The Recital                    | Il saggio di pianoforte        | 19 febbraio 2008 | 5 ottobre 2008    |
| 12 | Lost In America                | Perso in America               | 26 febbraio 2008 | 9 novembre 2008   |
| 13 | Take Your Daughter to Work Day | Porta tua figlia a lavorare    | 4 marzo 2008     | 19 ottobre 2008   |